# Konsulat Generalny Rzeczypospolitej Polskiej w Lille

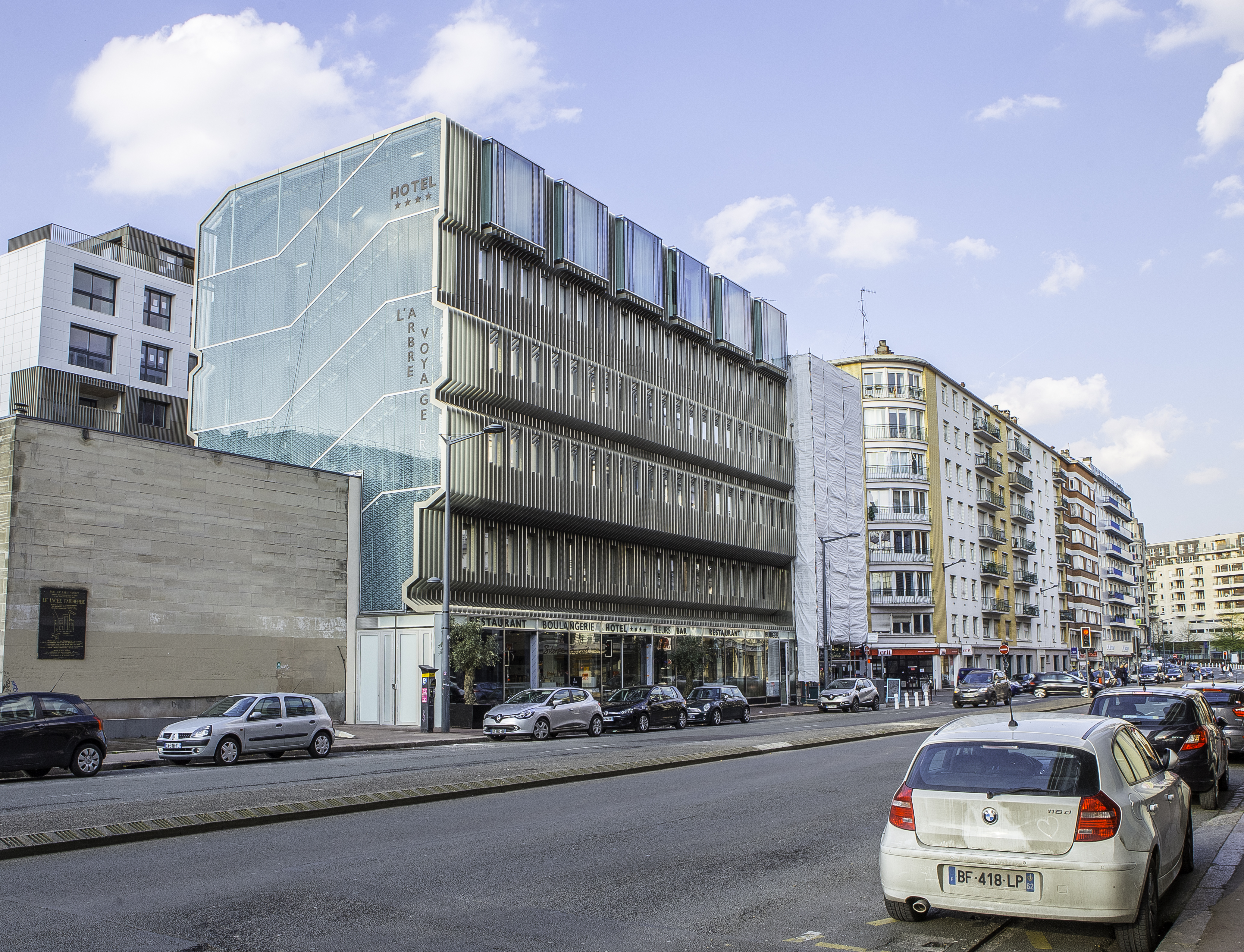
Dawny budynek Konsulatu, widok w 2017.

Konsulat Generalny Rzeczypospolitej Polskiej w Lille (fr. Consulat Général de la République Pologne à Lille) – polska misja konsularna w Republice Francuskiej istniejąca w latach 1923–1940 i 1944–2013.

## Historia
Konsulat RP w Lille utworzono 1 stycznia 1923 jako konsulat II klasy obejmujący północ Francji. Do obowiązków placówki należała opieka prawna, sądowa i finansowa nad tamtejszą ludnością polską. Według spisu z 1926 jej liczba wynosiła 140 tys., tj. 45% całej polskiej emigracji we Francji. Uroczyste otwarcie placówki przy ul. Royale 59 nastąpiła 10 marca 1923. W związku z rosnącymi potrzebami placówki, w 1926 przeniesiono ją na Bulwar de la République w Madeleine-les-Lille, a dwa lata później zatrudniała 31 osób. Na przełomie 1931/1932 Konsulat zmienił siedzibę na zakupiony w tym celu pałacyk Delesalle przy Bulwarze Carnot 45. W okręgu konsularnym mieszkało wówczas ok. 200 tys. Polaków. Istotne z punktu widzenia pracy Konsulatu były strajki robotnicze wybuchłe we Francji w połowie lat 30., obejmujące także górnictwo. Przykładowo w 1934 za udział w strajkach z kopalni w Leforest wydalono 77 polskich górników, m.in. Edwarda Gierka.
Na mocy umowy polsko-francuskiej z 9 września 1939, ambasador RP w Paryżu Juliusz Łukasiewicz ogłosił 15 września mobilizację Polaków we Francji. Jej organizację poruczono Konsulowi Generalnemu w Lille Aleksandrowi Kawałkowskiemu, który stanął także na czele Polskiej Organizacji Walki o Niepodległość. W maju 1940, w związku z inwazją Niemiec na Francję, Konsulat został ewakuowany. Część archiwów ukryto, a część zniszczono. Urzędnicy placówki zasilili ruch oporu. W 1944 Rząd Polski na Uchodźstwie reaktywował placówkę, która powróciła do pałacyku Delesalle.
W maju 1945, w związku z cofnięciem przez Paryż uznania dla rządu w Londynie, Konsul Generalny Czesław Bitner opuścił urząd, przekazując klucze prefekturze w Lille. Nowym kierownikiem placówki, mianowanym już przez Tymczasowy Rząd Jedności Narodowej, został Henryk Arasimowicz. Nowy konsul, za zgodą władz francuskich, organizuje repatriację polskich emigrantów. W 1949 utworzono Kongres Polaków we Francji z siedzibą w Lens, który w 1969 przekształcił się w Kongres Polonii Francuskiej. W 1963, wobec braku zainteresowania powrotem emigrantów, władze PRL zrzekają się odpowiedzialności za nauczanie języka polskiego. W efekcie została zamknięta szkoła polska przy Konsulacie. W 1977 rozpoczęto rozbiórkę pałacyku Delesalle, by rozpocząć budowę nowej siedziby według projektu Ryszarda Trzaski. Na czas budowy Konsulat przeniósł się na rue de l’Hôspital Militaire 60/62. W tym też roku polski stał się przedmiotem fakultatywnym na maturze. Po wprowadzeniu stanu wojennego większość społeczności polonijnej odcina się od Konsulatu. Ten w 1982 stworzył prorządowe Stowarzyszenie France-Pologne. Polonia w tym samym roku w Lens sfinansowała pomnik „Solidarności”.
Unormowanie relacji z Polonią następuje w 1991 wraz z pierwszym konsulem generalnym mianowanym przez nowe władze w Polsce – Jędrzejem Bukowskim. Kolejny kierownik, Jerzy Drożdż, zwiększa zakres działalności placówki o kwestie ekonomiczne. W 2008 do okręgu konsularnego włączono Alzację i Lotaryngię. Placówkę zamknięto w 2013.

## Kierownicy placówki
- 1923 – Leon Rembiszewski, Konsul
- 1923–1924 – Tadeusz Lubaczewski, Konsul
- 1924–1928 – Wacław Gawroński, Konsul
- 1928–1931 – Tadeusz Brzeziński, Konsul
- 1931–1932 – Roman Mazurkiewcz, Konsul Generalny
- 1932–1935 – Stanisław Kara, Konsul Generalny
- 1935–1937 – Jerzy Matusiński, Konsul Generalny
- 1937–1940 – Aleksander Kawałkowski, Konsul Generalny
- 1944–1945 – Czesław Bitner, Konsul
- 1945 – Henryk Arasimowicz, Delegat Rządowy
- 1946 – Feliks Chiczewski, Konsul Generalny
- 1947–1949 – Andrzej Kuśniewicz, p.o. konsula generalnego
- 1950 – Tadeusz Martynowicz, p.o. konsula generalnego
- 1950–1956 – Rudolf Larysz, Konsul Generalny
- 1956–1961 – Marian Zamiara
- 1961–1966 – Józef Klasa, Konsul Generalny
- 1966–1970 – Tadeusz Wegner, Konsul
- 1970–1973 – Henryk Pulikowski, Konsul Generalny
- 1973–1975 – Edmund Szott, Konsul Generalny
- 1975–1981 – Jan Sikora, Konsul Generalny
- 1981–1984 – Tadeusz Zych, Konsul Generalny
- 1984–1988 – Stanisław Wiśniewski, Konsul Generalny
- 1988–1991 – Jerzy Surmaczyński, Konsul Generalny
- 1991–1995 – Jędrzej Bukowski, Konsul Generalny
- 1996–1998 – Jerzy Drożdż, Konsul Generalny
- 1999–2000 – Marek Majewski, p.o.
- 2001–2004 – Marek Piotr Chojnacki, Konsul Generalny
- 2005–2009 – Wanda Krystyna Kalińska, Konsul Generalny
- 2009–2013 – Bogdan Bernaczyk-Słoński, Konsul Generalny

## Struktura placówki
W chwili likwidacji placówki w jej skład wchodziły:
- Sekretariat i Biuro Konsula Generalnego
- Dział prawny i opieka konsularna
- Dział administracyjno-finansowy
- Dział paszportowy, sprawy z zakresu stanu cywilnego, dział spadkowy, dział wizowy
- Dział kulturalno-polonijny

## Okręg konsularny
Okręg konsularny Konsulatu Generalnego RP w Lille w chwili likwidacji obejmował 35 departamentów: Nord, Pas de Calais, Aisne, Oise, Somma, Ardennes, Marne, Haute Marne, Meurthe et Moselle, Meuse, Moselle, Bas-Rhin, Haut-Rhin, Vosges, Territoire de Belfort.